# Malthinus anatolicus
Malthinus anatolicus es una especie de coleóptero de la familia Cantharidae.

## Distribución geográfica
Habita en Turquía.